# Aquino
Aquino è un comune italiano di 4 914 abitanti della provincia di Frosinone nel Lazio.

## Geografia fisica

### Territorio
La città è collocata nella valle del Liri, ricca di acque, tra cui quelle dello stesso fiume Liri, che confluiscono dai monti che racchiudono la valle: fino al XVI secolo erano nei pressi del nucleo urbano tre laghi, poi prosciugati.

### Clima
Classificazione climatica: zona C, 1 286 GG

## Storia
Il nome Aquino proviene dal latino Aquinum che significa “acqua”, questo termine sarebbe testimoniato dall'abbondanza di acqua che ancora oggi attraversa il territorio, comprese le tante piccole sorgenti che non fanno altro che confermare l'ipotesi di tale etimologia.
Aquino fu un importante centro, commerciale e produttivo lungo l'antica Via Latina, oggi è ancora un luogo di transito importante sulla direttiva Nord-Sud: qui convergono l'A1, la via Casilina e due tratte ferroviarie Roma-Napoli.
L'insediamento ha origini antichissime, ma di incerta datazione. Il territorio sembra abitato già dal neolitico e diventa volsco nel IV secolo a.C. La città viene fondata dai Volsci che la difesero dai Sanniti, prima della colonizzazione romana.
Nel 211 a.C. si avvalse del titolo di Urbs, cosa che era allora prerogativa della sola Roma. Nel 125 a.C. venne distrutta la vicina città di Fregellae (si trovava nell'attuale territorio di Arce): l'importanza strategica di Aquino crebbe divenendo il nucleo più importante nell'area tra Roma e Capua. In epoca imperiale fu fino al III secolo un municipio con "diritto di monetazione".
Oggi parte della diocesi di Sora-Cassino-Aquino-Pontecorvo, è stata sede episcopale almeno dal V secolo (Costantino).
Nel 1461 Onorato Caetani, signore di Sermoneta tenne una zecca ad Aquino per esigenze militari, in appoggio al pretendente al trono Giovanni d'Angiò (vedi Perfetto 2016).

### Simboli
Il gonfalone in uso è un drappo tagliato di bianco e di nero.

## Monumenti e luoghi d'interesse

### Architetture religiose
- Concattedrale di Aquino, è la basilica concattedrale della Diocesi di Sora-Cassino-Aquino-Pontecorvo;
- Chiesa di Santa Maria della Libera, monumento nazionale risalente al IX secolo, in stile romanico; fu eretta sui resti di un tempio dedicato al culto di Ercole Liberatore in posizione sostanzialmente centrale rispetto alla zona archeologica. Il portale principale, situato sulla facciata, contiene un pregevole mosaico con Madonna col Bambino ed una raffigurazione che presenta due fondatrici della chiesa;[6]
- Chiesa di San Pietro Vetere;
- Chiesa di San Marco nell'omonima contrada;
- Chiesa del Sacro Cuore nella località Valli;
- Resti delle precedenti cattedrali aquinati: Santa Maria degli Angeli sulla via Romana, detta di San Costanzo nel parco storico-naturalistico del Vallone, detta terza cattedrale nei pressi della torre di San Tommaso d'Aquino, la quarta intitolata ai santi Costanzo vescovo e Tommaso d'Aquino dove oggi sorge il monumento dell'Immacolata Concezione.

### Architetture civili
- Casa di san Tommaso d'Aquino.[7]

### Architetture militari
- Torre del castello dei Conti di Aquino;
- resti della torre di san Gregorio Magno.

### Aree archeologiche
- Porta Romana, detta di San Lorenzo, che era attraversata dalla via Latina;
- l'arco romano detto arco di Marcantonio, risalente alla seconda metà del I secolo a.C.;
- Scavi dell'antica città di Aquinum (Area archeologica di Aquinum) situata sia nel territorio del comune di Aquino che nel territorio di Castrocielo. Comprende i resti delle mura di epoca augustea (epoca romana), del Capitolium, del teatro, dell'Anfiteatro,[8] delle terme pubbliche e di varie ville romane, in una delle quali nacque probabilmente Giovenale.[9]

## Società

### Evoluzione demografica
Abitanti censiti

### Religione
La popolazione professa per la maggior parte la religione cattolica nell'ambito della diocesi di Sora-Cassino-Aquino-Pontecorvo.

## Cultura

### Eventi
- Premio internazionale Tommaso d'Aquino - marzo;[11]
- Concorso Tommaso d'Aquino - Veritas et Amor - marzo;[12]
- Palio della contea di Aquino - settembre;[13]
- Premio Giovenale  - ottobre;
- Villaggio di Babbo Natale - da novembre a dicembre.[14]

## Economia
Di seguito la tabella storica elaborata dall'Istat a tema Unità locali, intesa come numero di imprese attive, ed addetti, intesi come numero di addetti delle imprese locali attive (valori medi annui).
|           | 2015                  |                              |                            |                |                       |                     | 2014                  |                | 2013                  |                |
| --------- | --------------------- | ---------------------------- | -------------------------- | -------------- | --------------------- | ------------------- | --------------------- | -------------- | --------------------- | -------------- |
|           | Numero imprese attive | % Provinciale Imprese attive | % Regionale Imprese attive | Numero addetti | % Provinciale Addetti | % Regionale Addetti | Numero imprese attive | Numero addetti | Numero imprese attive | Numero addetti |
| Aquino    | 273                   | 0,81%                        | 0,06%                      | 719            | 0,67%                 | 0,05%               | 302                   | 668            | 302                   | 667            |
| Frosinone | 33 605                |                              | 7,38%                      | 106 578        |                       | 6,92%               | 34 015                | 107 546        | 35 081                | 111 529        |
| Lazio     | 455 591               |                              |                            | 1 539 359      |                       |                     | 457 686               | 1 510 459      | 464 094               | 1 525 471      |

Nel 2015 le 273 imprese operanti nel territorio comunale, che rappresentavano lo 0,81% del totale provinciale (33 605 imprese attive), hanno occupato 719 addetti, lo 0,67% del dato provinciale; in media, ogni impresa nel 2015 ha occupato più di due addetti (2,63).

### Artigianato
Tra le attività economiche più tradizionali, diffuse e rinomate vi sono quelle artigianali, come l'arte della ceramica e della terracotta.

## Infrastrutture e trasporti

### Ferrovie
|  | È raggiungibile dalla stazione di Piedimonte-Villa Santa Lucia-Aquino. |

## Amministrazione
Storicamente parte dell'antica provincia di Terra di Lavoro, nel 1927, a seguito del riordino delle circoscrizioni provinciali stabilito dal regio decreto n. 1 del 2 gennaio 1927, per volontà del governo fascista, quando venne istituita la provincia di Frosinone, Aquino passò dalla provincia di Terra di Lavoro a quella di Frosinone.
L'amministrazione comunale partecipa all'Unione di comuni denominata Unione Cinque Città.
| Periodo        | Periodo        | Primo cittadino   | Partito                              | Carica  | Note |
| -------------- | -------------- | ----------------- | ------------------------------------ | ------- | ---- |
| 27 maggio 2003 | 26 maggio 2013 | Antonino Grincia  | lista civica Uniti per Aquino        | Sindaco |      |
| 27 maggio 2013 | 15 maggio 2023 | Libero Mazzaroppi | lista civica Aquino nel cuore        | Sindaco |      |
| 15 maggio 2023 | in carica      | Fausto Tomassi    | lista civica Aquino finalmente nuova | Sindaco |      |

### Gemellaggi
- San Bassano, dal 2016
- Crotta d'Adda, dal 2016
- Grumello Cremonese ed Uniti, dal 2016